# Zodarion namrun
Espèce
Zodarion namrun est une espèce d'araignées aranéomorphes de la famille des Zodariidae.

## Distribution
Cette espèce est endémique de la province de Mersin en Turquie,. Elle se rencontre vers Çamlıyayla.

## Description
Le mâle holotype mesure 4,04 mm.

## Systématique et taxinomie
Cette espèce a été décrite en 2024 par l'arachnologue bulgare Dragomir Kostov Dimitrov (d).

## Étymologie
Son nom d'espèce lui a été donné en référence au lieu de sa découverte, Namrun.

## Publication originale
- (en) D. K. Dimitrov, « On the taxonomy of the Zodarion thoni species-group (Araneae, Zodariidae), with description of a new species with an unmodified embolus », Zootaxa, Auckland, vol. 5419, no 1,‎ 5 mars 2024, p. 112-120 (ISSN 1175-5334, e-ISSN 1175-5326, DOI 10.11646/zootaxa.5419.1.4).